# Schach Lolo
Schach Lolo oder Das göttliche Recht der Gewalthaber. Eine morgenländische Erzählung ist eine Verserzählung von Christoph Martin Wieland. Sie erschien 1778 in der von Wieland herausgegebenen Zeitschrift Der Teutsche Merkur. Danach veröffentlichte Wieland sie erneut 1785 und 1791 in Wielands auserlesene Gedichte sowie 1795, als Ausgabe letzter Hand, in C.M. Wielands Sämmtliche Werke, 10. Band.
Der Text besteht aus 797 gereimten Versen ohne festes Metrum oder Reimschema. Es handelt sich um eine freie Bearbeitung der Erzählung König Yunan und der Arzt Duban aus Tausendundeine Nacht, die Wieland durch Antoine Gallands französische Übersetzung bekannt war.

## Handlung
Vers 1–195: Die Erzählung wird durch philosophische Betrachtungen eingeleitet: Auf ironische Weise verteidigt Wieland das göttliche Recht des Monarchen, uneingeschränkt zu regieren. Dem möglichen Gegenargument, dass dadurch auch Tyrannei gerechtfertigt wäre, begegnet Wieland durch den Hinweis auf das ausgleichende Schicksal: Es bleibe "kein Unrecht unbestraft, kein Leiden unvergütet" (V.120). Den von Heuchlern und Einflüsterern umgebenen Herrscher stellt Wieland als bemitleidenswerte Figur dar: Durch Willensschwäche und Misstrauen richte er mehr Schaden an als "zehn Tyrannen" (V. 188) und leide selbst unter diesem Zustand.
Vers 196–313: Nun beginnt die eigentliche Geschichte, die die o. g. Thesen illustrieren soll: Schach Lolo, der Sultan von Scheschian, führt ein luxuriöses, aber eintöniges Leben. Der Erzähler beschreibt seinen Tagesablauf, bei dem Schach Lolo nur von einem Speisesaal in den nächsten (noch prunkvolleren) geführt wird. Die Wesire verehren ihn unterwürfig, und in jedem Saal erwartet ihn ein Chor von "Nymphen", um ihm von seinen großen Taten vorzusingen.
Vers 314–441: Schach Lolo erkrankt am Aussatz, seine Ärzte sind dagegen machtlos. Ein Fremder namens Duban kommt an seinen Hof und behauptet, den Sultan innerhalb von sieben Tagen heilen zu können – wenn nicht, sei er bereit, den Kopf zu verlieren. Er übergibt dem Sultan einen "Schlägel": Von dem darin enthaltenen Talisman soll eine heilende Wirkung ausgehen, wenn er in Schwingung versetzt wird. Tatsächlich handelt es sich um einen Schläger für Paille-Maille, eine mit dem Croquet verwandte Sportart. Der Sultan soll reitend mit dem Schläger nach einem Ball schlagen (also quasi Polo spielen), "bis ihm der Schweiß aus allen Poren bricht" (V. 417), anschließend baden und sich schlafen legen. Er fühlt sich von Tag zu Tag besser und wird gesund.
Vers 442–607: Der Sultan ist Duban übermäßig dankbar und ehrt ihn so sehr, dass Rukh, der Großwesir, auf ihn neidisch wird und um seine eigene Stellung fürchtet. Rukh stellt dem Sultan gegenüber Duban als Verräter dar, der ihm nach dem Leben trachte. Rukh fordert Dubans Tod, der Sultan stimmt nur widerwillig zu.
Vers 608–797: Der Sultan verkündet Duban das Todesurteil. Dieser erbittet sich eine Stunde Zeit und erzählt, dass er im Besitz eines "Wunderbuchs" sei. Er behauptet, wenn bei seiner Enthauptung der Kopf in eine goldene Schüssel falle, die auf dem Buch stehe, dann bleibe der Kopf lebendig und könne dem Sultan alle Fragen beantworten. Die Enthauptung wird in dieser Weise durchgeführt und das Wunder begibt sich tatsächlich: Der abgeschlagene Kopf bittet den Sultan, vom achten Blatt des Buches bestimmte Fragen vorzulesen und den Kopf solange wieder auf den Rumpf zu setzen. Der Sultan leckt bei jedem Umblättern den Finger an. Das Gift, mit dem die Seiten getränkt sind, wirkt sofort. Duban klagt den sterbenden Sultan an, "am Herzen kalt, an Sinnen stumpf" (V. 786) und damit selbst schuld an seinem Tod zu sein. Dann verlässt er den Saal mit wieder angewachsenem Kopf.

## Deutung
Laut Walter Hinderer verbirgt sich hinter der Geschichte eine "politische Satire en miniature", in der Wieland auch die höfische Welt seiner Zeit kritisiert. Wichtiger als die dargestellte Handlung sei ihm jedoch die Darstellungsweise, die von Witz, Grazie und Spiel mit sprachlichen Formen geprägt sei.